# Resko Południowe
Resko Południowe – nieczynna stacja kolejowa w Resku, w województwie zachodniopomorskim, w Polsce. 
W 1947 roku zmieniono niemiecką nazwę stacji – Regenwalde Süd, na polską nazwę Resko Południowe.